# Arthur Kleiner
Arthur Kleiner (* 20. März 1903 in Wien; † 31. März 1980 in Hopkins, Minnesota, Vereinigte Staaten) war ein österreichischer Theater-, Tanz- und Filmkomponist. Er spezialisierte sich auf die Vertonung von Stummfilmen nach Original-Anleitungen sowie auf das Neuvertonen von Stummfilmen ohne erhaltene Originalvorlagen und verschaffte sich damit internationale Anerkennung. Er vertonte insgesamt rund 250 Stummfilme neu, darunter viele Klassiker wie Das Cabinet des Dr. Caligari (D 1920), Die Geburt einer Nation (USA 1915) oder auch Panzerkreuzer Potemkin (SU 1925).

## Leben
Nach Absolvierung eines Klavier- und Orgelstudiums an der Wiener Akademie für Musik und darstellende Kunst komponierte Arthur Kleiner vorerst fürs Theater und für den modernen Tanz. Er arbeitete einige Jahre mit Max Reinhardt zusammen und zeichnete für die Kompositionen einiger seiner Bühnenstücke verantwortlich, so etwa für Ein Sommernachtstraum bei den Salzburger Festspielen 1933. Als Komponist und Pianist arbeitete er aber auch mit der Tänzerin und Choreografin Valeria Kratina zusammen. Eine enge künstlerische Beziehung bestand von 1930 bis 1938 zur Tänzerin und Choreografin Rosalia Chladek, für die er etliche Werke komponierte. Als musikalischer Begleiter war er unter anderem für Gertrud Bodenwieser tätig gewesen.
Nach dem Anschluss Österreichs an Deutschland im März 1938 floh Kleiner in die Vereinigten Staaten. In New York fand er vorerst ein Unterkommen als Proben-Pianist des Choreografen George Balanchine. Dieser empfahl ihn der britischen Filmkritikerin Iris Barry, der Kuratorin der im Aufbau befindlichen Filmbibliothek des Museums of Modern Art. Dort hatte er bei der Audition die Klavierbegleitung zu Thomas Edisons Kurzfilm The Execution of Mary Queen of Scots (1895) zu improvisieren. Er erhielt ein Engagement für drei Monate, verlängerte und blieb schließlich 28 Jahre.
Er avancierte zum Musikdirektor der Filmabteilung und spezialisierte sich auf den Stummfilm. Er begann mit der intensiven Suche nach Original-Backgrounds der Studiokomponisten, nach Handbüchern oder Original-Anleitungen der Filmpianisten in den Kinos. Waren Original-Kompositionen zerstört oder nicht auffindbar, schrieb Kleiner selbst die Musik. So komponierte er über 250 Partituren, Cues, Umarbeitungen oder Instrumentationen zu Stummfilmen verschiedener Länder und Genres: Von Friedrich Wilhelm Murnaus Faust (D 1926) über Carl Theodor Dreyers Die Passion der Jungfrau von Orléans (F 1928) und Panzerkreuzer Potemkin (SU 1925), dessen Originalfassung Edmund Meisels im Zweiten Weltkrieg verloren ging, bis hin zu Komödien von Buster Keaton. Neben seiner Tätigkeit für die Filmbibliothek vertonte er auch zwei Theaterstücke für den Broadway, zwei Dokumentarkurzfilme James Agees und Arbeiten von Agnes de Mille.
Kleiner hielt Vorlesungen über Filmmusik und trat bei Filmfestivals in Europa und Nordamerika als Livepianist in Erscheinung.
Nach dem Eintritt in den Ruhestand übersiedelte er nach Hopkins in Minnesota. Dort arbeitete er weiter mit dem lokalen Walker Art Center, dem Tyrone Guthrie Theater in Minneapolis und der University of Minnesota Film Society. Arthur Kleiner galt als „the greatest man in his field“.
Seine im Laufe der Jahrzehnte entstandene Sammlung, die Arthur Kleiner Collection, von Fremd- und Eigenvertonungen zu rund 700 Stummfilmen wurde nach seinem Tod von seiner Frau an die Universität von Minnesota gespendet.

## Vertonungen
Einige von Arthur Kleiner nach Originalvorlagen oder eigener Komposition vertonte Stummfilme:
- Berlin: Die Sinfonie der Großstadt, D 1927
- Die Büchse der Pandora, D 1929[3]
- Un Chien Andalou, F 1929
- Das Cabinet des Dr. Caligari, D 1920
- Der Dieb von Bagdad, USA 1924
- Faust, D 1926
- Die Geburt einer Nation, USA 1915
- La Passion de Jeanne d’Arc, F 1928
- Menschen am Sonntag, D 1930
- Metropolis, D 1927
- Panzerkreuzer Potemkin, SU 1925
- Der Scheich, USA 1921

## Auszeichnungen
- 1975: Goldenes Ehrenzeichen für Verdienste um die Republik Österreich[4]
- 1979: Filmband in Gold für Verdienste um den deutschen Film